# Liste der landschaftlich schönen Orte in der Präfektur Kōchi

Lage der Präfektur Kōchi

Diese Liste der Landschaftlich Schönen Orte in der Präfektur Kōchi umfasst Kulturgüter der Art Landschaftlich Schöner Ort der japanischen Präfektur Nagasaki. Diese können auf nationaler Ebene durch den Minister für Bildung, Kultur, Sport, Wissenschaft und Technologie oder den Leiter des Amtes für kulturelle Angelegenheiten ausgewiesen werden, sowie auf Präfektur- oder Gemeindeebene. Neben den ausgewiesenen gibt es noch registrierte landschaftlich schöne Orte, die begrenztere Unterstützung und Schutz erhalten. Der Schutz und Erhalt der Stätten ist nach dem 1950 in Kraft getretenen Kulturgutschutzgesetz geregelt, welches das  „Gesetz zum Erhalt historischer und landschaftlich schöner Stätten und Naturdenkmäler“ (史蹟名勝天然紀念物保存法 Shiseki meishō tennenkinenbutsu hozonhō) von 1919 ablöste.

## Auszeichnungskriterien
Mögliche Auszeichnungskriterien für Landschaftlich Schöne Orte sind:
1. Parks und Gärten
2. Brücken und Dämme
3. Blühende Bäume, blühende Wiesen, Laubfärbung im Herbst, grüne Bäume und andere Orte mit dichtem Bewuchs
4. Orte mit Vögeln, Wildtieren, Fischen, Insekten und anderem
5. Felsen und Höhlen
6. Schluchten, Wasserfälle, Gebirgsbäche, Abgründe
7. Seen, Sümpfe, Feuchtgebiete, schwimmende Inseln, Quellen
8. Sanddünen, Nehrungen, Küsten, Inseln
9. Vulkane, Onsen
10. Berge, Hügel, Hoch- und Tiefebenen, Flüsse
11. Aussichtspunkte

## Legende
- Denkmal: Name des Landschaftlich Schönen Ortes; darunter steht die japanische Bezeichnung
- Lage: Lage des Ortes sowie Koordinaten
- Anmerkungen: Kurze Beschreibung des Ortes sowie eventuelle Anmerkungen zu weiteren Ausweisungen
- Ausweisungs-/Registrierungsdatum: Datum der Ausweisung bzw. Registrierung als Landschaftlich Schöner Ort und zusätzlich bei Besonderen landschaftlich schönen Orten in Klammern das Ausweisungsdatum als Besonderer Landschaftlich Schöner Ort
- Typ: Nummer des Auszeichnungskriteriums oder der Auszeichnungskriterien
- Links: Weblink zum landschaftlich schönen Ort in der Datenbank der nationalen bzw. präfekturalen Kulturgüter Japans sowie auf den Wikidata-Eintrag (Symbol: )
- Bild: Repräsentatives Bild des landschaftlichschönen Ortes und gegebenenfalls einen Link zu weiteren Fotos des Kulturdenkmals im Medienarchiv Wikimedia Commons

## National ausgewiesene Landschaftlich Schöne Orte
Stand 1. September 2019 sind drei Orte auf nationaler Ebene ausgewiesen.
| Denkmal                                           | Lage             | Anmerkungen                                         | Ausweisungsdatum | Typ  | Links | Bild           |
| ------------------------------------------------- | ---------------- | --------------------------------------------------- | ---------------- | ---- | ----- | -------------- |
| Kap Muroto 室戸岬 Muroto-misaki                   | Muroto (Karte)   | Landspitze im Muroto-Anan-Kaigan-Quasi-Nationalpark | 27. Juni 1928    | 8    |       | weitere Bilder |
| Garten am Chikurin-ji 竹林寺庭園 Chikurinji teien | Kōchi (Karte)    | Tempel 31 auf dem Shikoku-Pilgerweg                 | 30. Sep. 2004    | 1    |       | weitere Bilder |
| Irino Matsubara 入野松原 Irino-matsubara          | Kuroshio (Karte) | erweitert am 7. August 2001                         | 17. Feb. 1928    | 3, 8 |       | weitere Bilder |

## Auf Präfekturebene ausgewiesene Landschaftlich Schöne Orte
Stand 1. Mai 2019 sind sieben Orte auf Präfekturebene ausgewiesen.
| Denkmal                                              | Lage                    | Anmerkungen     | Ausweisungsdatum | Typ | Links | Bild            |
| ---------------------------------------------------- | ----------------------- | --------------- | ---------------- | --- | ----- | --------------- |
| Tatsukushi 竜串 Tatsukushi                           | Tosashimizu (Karte)     |                 | 29. Jan. 1953    |     |       | weitere Bilder  |
| Ōtaru-Wasserfall 大樽の滝 Ōtaru-no-taki              | Ochi (Karte)            |                 | 16. Jan. 1960    |     |       | weitere Bilder  |
| Kotogahama Matsubara 琴ヶ浜松原 Kotogahama-matsubara | Geisei (Karte)          | ein Kiefernhain | 29. Jan. 1953    |     |       | Bild gesucht BW |
| Garten am Seigen-ji 青源寺庭園 Seigenji teien        | Sakawa (Karte)          |                 | 7. Feb. 1956     |     |       | Bild gesucht BW |
| Garten am Jōdai-ji 乗台寺庭園 Jōdaiji teien          | Sakawa (Karte)          |                 | 7. Feb. 1956     |     |       | Bild gesucht BW |
| Todoro-Wasserfall 轟の滝 Todoro-no-taki              | Kami (Karte)            |                 | 29. Jan. 1953    |     |       | weitere Bilder  |
| Nagasawa-Wasserfall 長沢の滝 Nagasawa-no-taki        | Tsuno, Yusuhara (Karte) |                 | 2. Apr. 1985     |     |       | weitere Bilder  |

## Auf Gemeindeebene ausgewiesene Landschaftlich Schöne Orte
Stand 1. Mai 2019 sind dreizehn Orte auf Gemeindeebene ausgewiesen.